# Afromorgus verrucosus
Afromorgus verrucosus är en skalbaggsart som beskrevs av Reiche 1856. Afromorgus verrucosus ingår i släktet Afromorgus och familjen knotbaggar. Inga underarter finns listade i Catalogue of Life.